# اشلی گانینگ
اشلی گانینگ (انگلیسی: Ashleigh Gunning؛ زادهٔ ۲۵ آوریل ۱۹۸۵) بازیکن فوتبال اهل ایالات متحده آمریکا است.
از باشگاه‌هایی که در آن بازی کرده‌است می‌توان به اسکای بلو اف‌سی و مجیک‌جک اشاره کرد.